# Mycenaparasiet
Spinellus fusiger, algemeen bekend als mycenaparasiet of knopschimmel,  is een soort schimmel uit de stam Mucoromycota. Het is een speldenschimmel die wordt gekenmerkt door rechtopstaande sporangioforen (gespecialiseerde schimmeldraden die een sporangium dragen) die eenvoudig van structuur zijn, bruin of geelbruin van kleur zijn en vertakte luchtfilamenten hebben die de zygosporen dragen. Het groeit als parasitaire schimmel op paddenstoelen, waaronder verschillende soorten uit de geslachten Mycena, waaronder M. haematopus, M. pura, M. epipterigya, M. leptocephala en verschillende Collybia-soorten, zoals, C. dryophila en C. boterbloem.  Het is ook aangetroffen op agarische soorten zoals Amanita, Gymnopus en Hygrophorus.

## Taxonomie
De soort werd voor het eerst beschreven door de Duitse natuuronderzoeker Christian Gottfried Ehrenberg in 1818 als Mucor rhombosporus, maar hij gaf later toe een fout te hebben gemaakt bij het onderzoeken van de sporen.  Johann H. F. Link stelde later de naam Mucor fusiger voor de soort voor, die bekend is geworden onder verschillende namen, zoals Mucor macrocarpus, Phycomyces agaricicola, Spinellus macrocarpus en Spinellus rhombosporus. De huidige naam werd in 1875 aan de plant gegeven door de Franse botanicus Philippe Édouard Léon Van Tieghem.

## Beschrijving

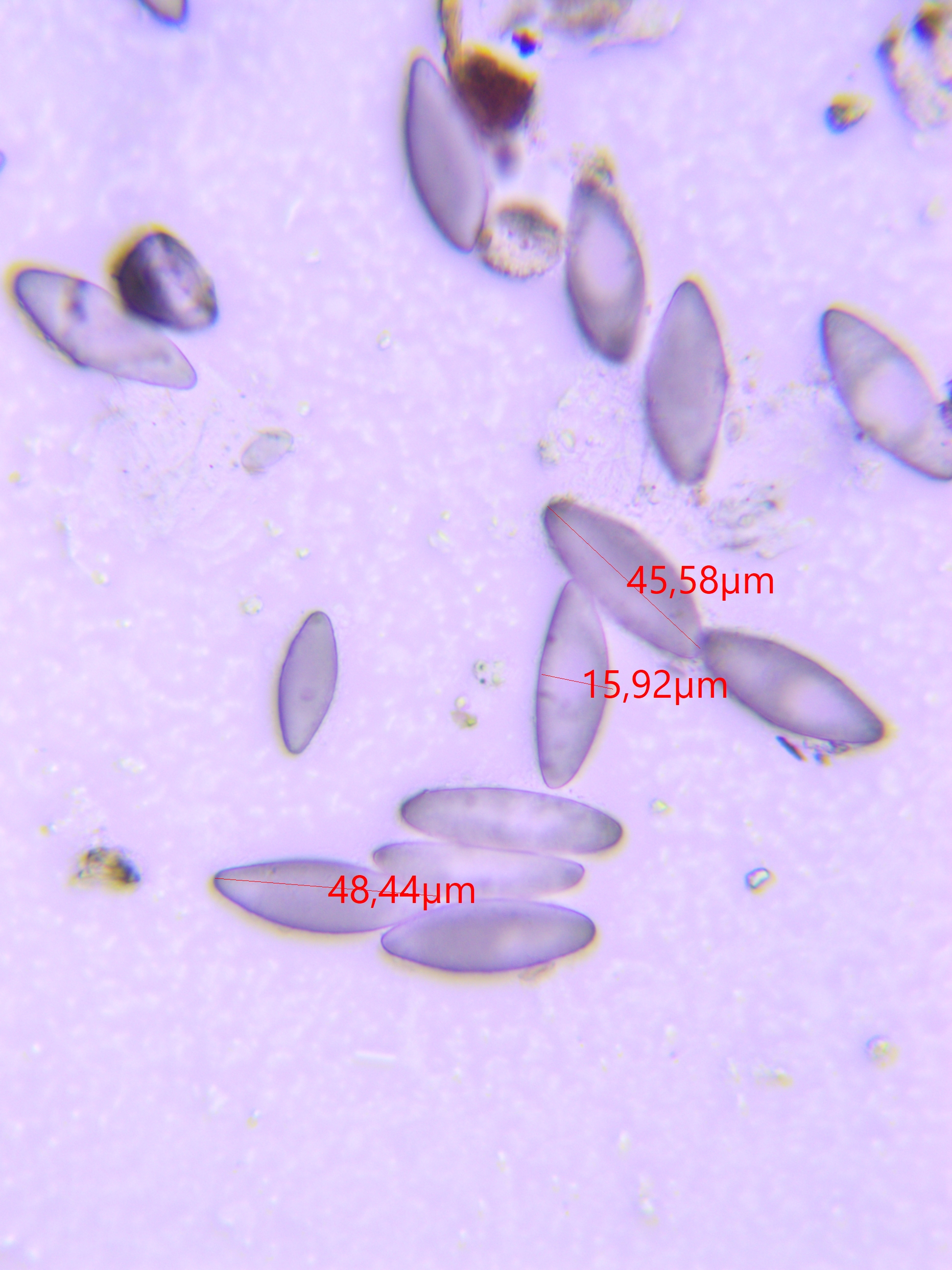
De sporen van de Mycenaparasiet

Tijdens de voortplantingsfase van zijn levenscyclus groeit Spinellus fusiger door de hoed van de gastheerpaddestoel heen en breekt uiteindelijk door de hoed heen om uitstralende voortplantingsstengels (sporangioforen) te produceren met daarop minuscule, bolvormige, terminale sporenbevattende structuren, sporangia genaamd. Uiteindelijk komen de sporen in de sporangia vrij nadat de buitenste sporangiale wand is afgebroken. Vervolgens worden ze passief verspreid naar nieuwe locaties via wind, water en insecten. De sporangia bevatten niet- beweeglijke mitosporen die bekend staan als aplanosporen.  Net als andere Spinellus-soorten, S. fusiger is homothallisch, en seksuele sporen, bekend als zygosporen, worden geproduceerd na de vereniging van takken, gametangia genaamd, die uit hetzelfde mycelium ontstaan.

### Uiterlijk
Het sporenkopje heeft in volwassen stadia een zwarte kleur, en meet 0,1 mm in diameter, daarvoor is het sporenkopje melk wit. Het sporenkopje groeit op een tot 2 cm lange doorzichtige draad dunne steel.

### Microscopische beschrijving
De lengte van de sporen kan variëren tussen 28 en 48,6 µm, de breedte varieert tussen de 14 en de 18,6 µm. De sporen hebben een grijze kleur, en hebben de vorm van een rijstkorrel.

## Foto's

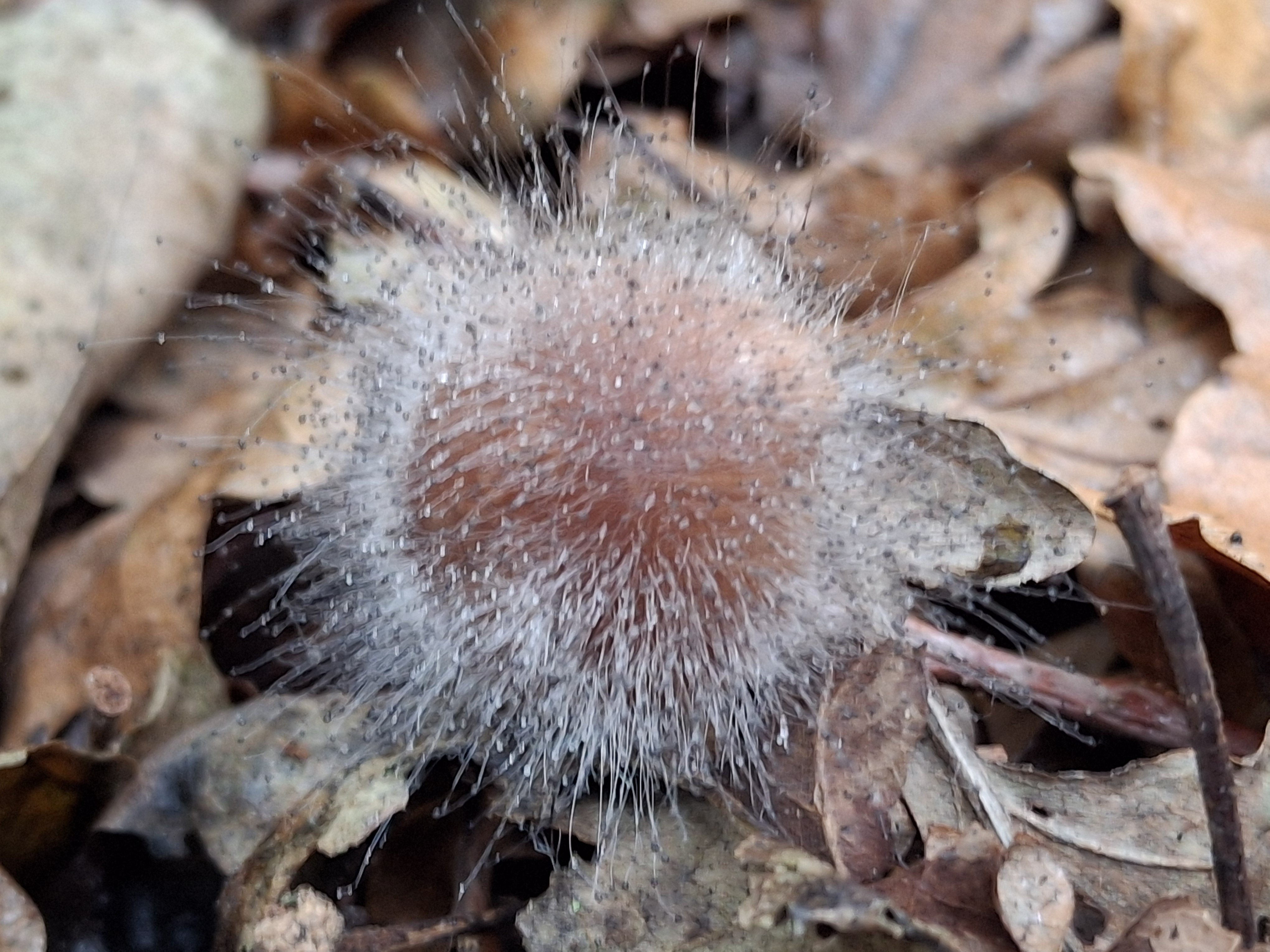
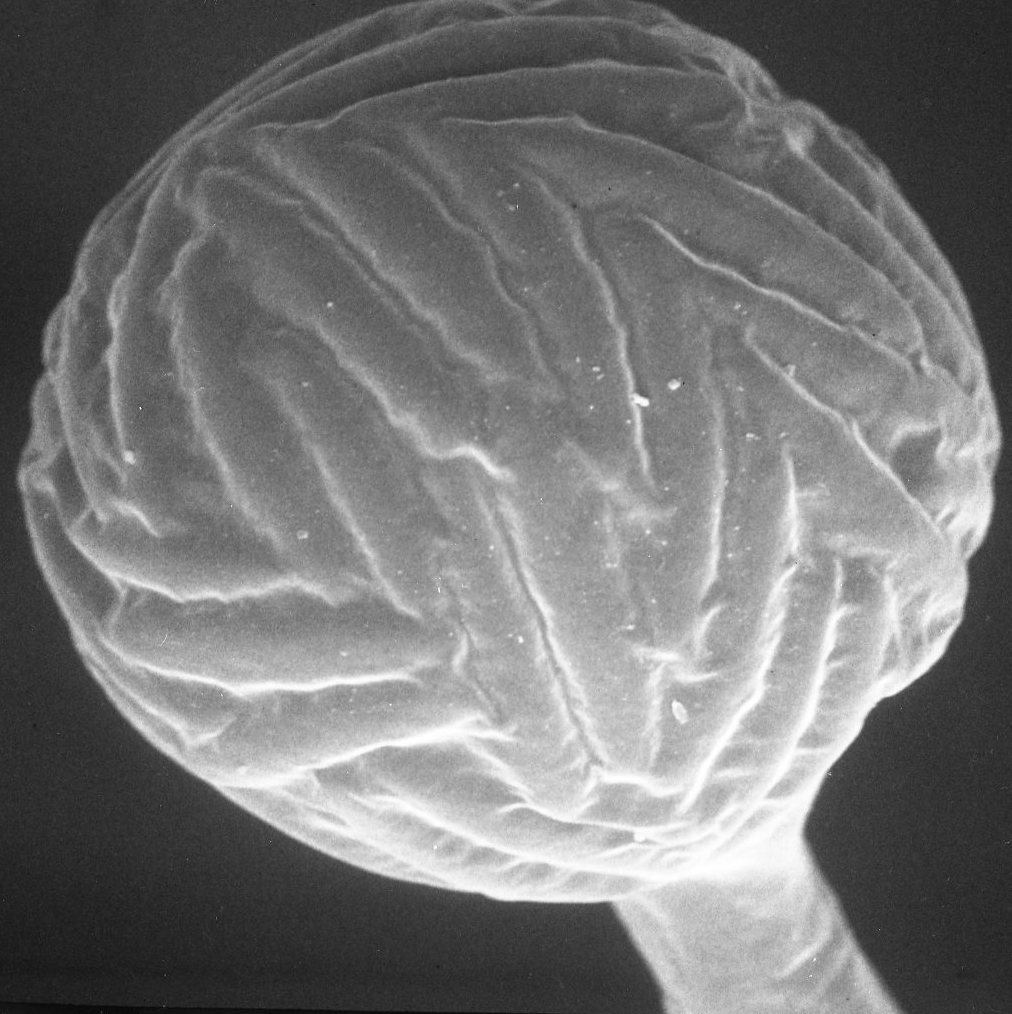
Sporangium (sporendoosje) van Mycenaparasiet
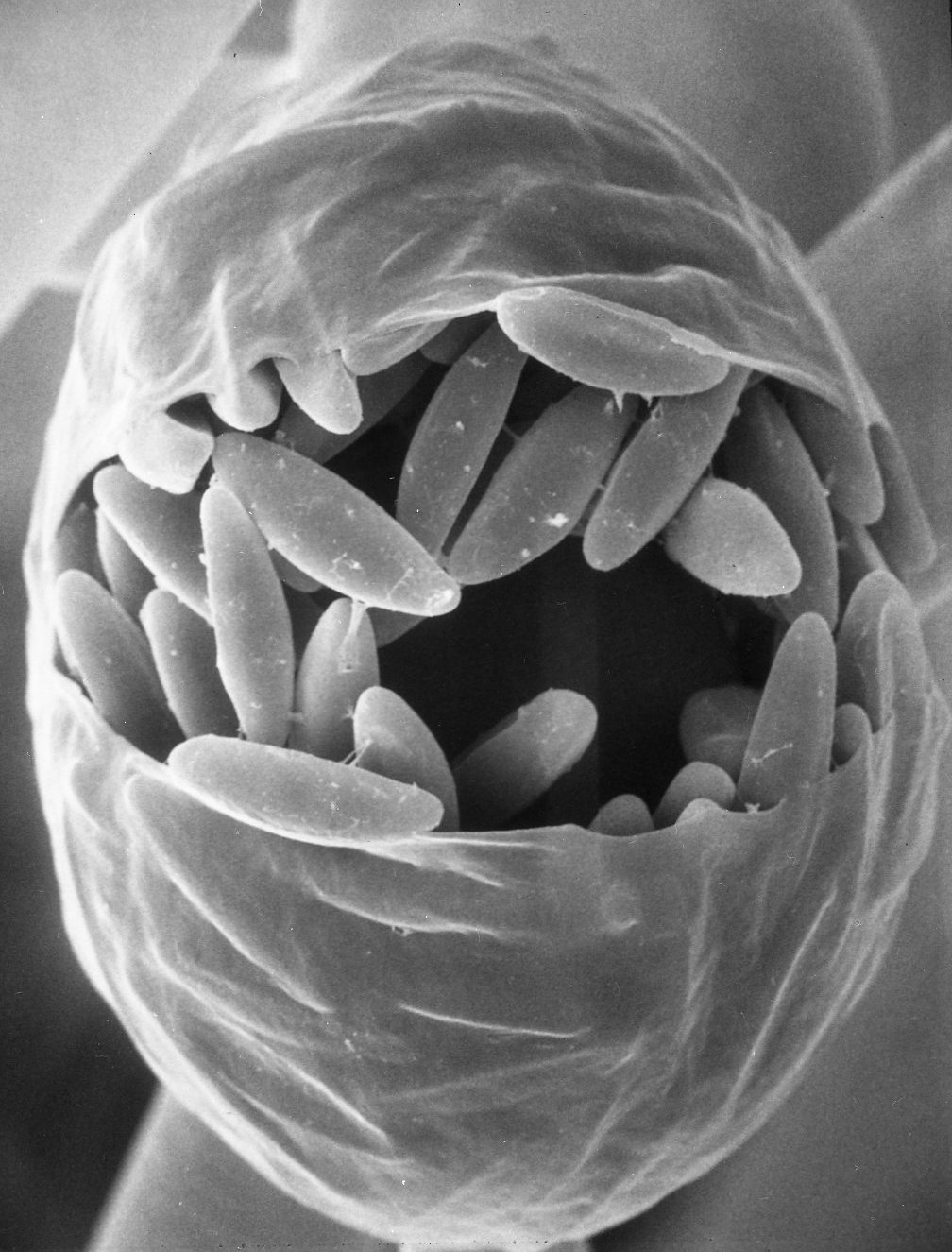
Microscopische foto van de sporen van de Mycenaparasiet
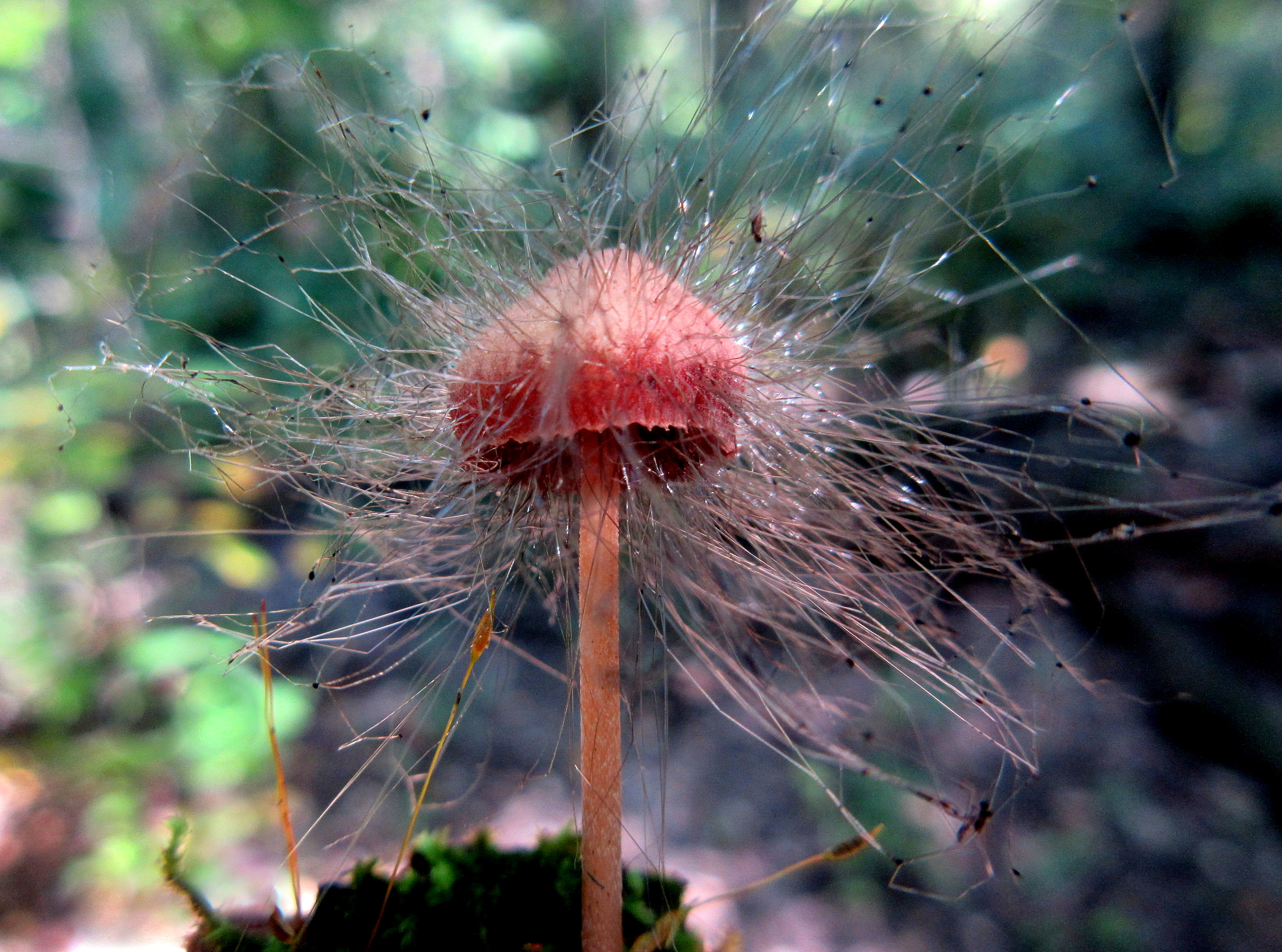